# Phlebosmylus tancrei
Phlebosmylus tancrei är en insektsart som beskrevs av Navás 1928. Phlebosmylus tancrei ingår i släktet Phlebosmylus och familjen vattenrovsländor. Inga underarter finns listade i Catalogue of Life.